# Synagoga Jeszua Tova w Bukareszcie
Synagoga Jeszua Tova w Bukareszcie (rum. Sinagoga Ieșua Tova lub Sinagoga Podul Mogoșoaiei) – synagoga znajdująca się w Bukareszcie, stolicy Rumunii, przy ulicy Take Ionescu 9, niedaleko Piața Amzei. Jest to obecnie najstarsza czynna synagoga.
Synagoga została zbudowana w 1827 roku przy budynku gminy żydowskiej w Bukareszcie. W 2007 roku synagoga przeszła gruntowną renowację.